# Lucio Caracciolo
Lucio Caracciolo, francoski general, * 1771, † 1833.